# Maria An Guo
Św. Maria An Guo (chiń. 婦安郭瑪利) (ur. 1836 r. w Anping, Hebei w Chinach – zm. 11 lipca 1900 r. w Liugongying, Hebei) – święta Kościoła katolickiego, męczennica.
Maria An Guo urodziła się w 1836 r. w Anping w prowincji Hebei.
Podczas powstania bokserów doszło w Chinach do prześladowania chrześcijan. Razem z rodziną (teściową Anną An Xin oraz Anną An Jiao i Marią An Linghua) została aresztowana przez powstańców 11 lipca 1900 r. Próbowano zmusić je do wyrzeczenia się wiary. Ponieważ odmówiły, zostały wyprowadzone za wieś i zamordowane.
Dzień jej wspomnienia to 9 lipca (w grupie 120 męczenników chińskich).
Została beatyfikowana 17 kwietnia 1955 r. przez Piusa XII w grupie Leon Mangin i 55 Towarzyszy. Kanonizowana w grupie 120 męczenników chińskich 1 października 2000 r. przez Jana Pawła II.